# Facebook Messenger
Facebook Messenger (comunemente noto come Messenger) è un'applicazione e una piattaforma di messaggistica istantanea o videochat sviluppata da Meta Platforms. Inizialmente sviluppata come Facebook Chat nel 2008; la società ha rinnovato il suo servizio di messaggistica nel 2010, e successivamente ha rilasciato l'app stand-alone per iOS e Android nel 2011. Nel corso degli anni, Meta ha pubblicato nuove app su una varietà di sistemi operativi diversi, ha lanciato un sito web dedicato e ha separato le funzionalità di messaggistica dall'app principale di Facebook, richiedendo agli utenti di utilizzare l'interfaccia web o di scaricare una delle applicazioni per il proprio sistema operativo.
Gli utenti possono inviare messaggi e scambiare foto, video, adesivi, file audio, reagire ai messaggi degli utenti, e interagire con i bot. Il servizio supporta anche le chiamate vocali e video. Le app stand-alone supportano l'utilizzo di più account, conversazioni con crittografia end-to-end e giochi.

## Storia
Facebook Messenger è stato presentato ufficialmente il 9 agosto del 2011 come applicazione per iPhone ed Android. Successivamente sono state distribuite versioni del software per altre piattaforme. In particolare dall'8 aprile del 2015 Facebook Messenger è stato reso accessibile anche da un normale browser web visitando l'indirizzo messenger.com.
Il 20 giugno 2016 Facebook ha annunciato che Facebook Messenger ha superato il miliardo di utenti attivi ogni mese.
Nel novembre 2016 Facebook ha introdotto gli Instant Games, inserendo videogiochi sviluppati da Bandai Namco, Taito e Konami all'interno dell'applicazione mobile. Tra i primi giochi disponibili figurano Pac-Man, Galaga, Arkanoid, Space Invader, Track & Field e Puzzle Bobble.
Il 9 marzo 2017 Facebook ha introdotto la funzione Messenger Day. Essa permette di caricare una foto o un video che rimarrà visibile a tutti i contatti per un lasso di tempo uguale a 24 ore. La funzione è simile a quelle già presenti su Snapchat, Instagram e WhatsApp.
Da aprile 2017 Facebook Messenger rende disponibile la sua versione lite concepita per chi ha connessioni lente e per coloro che posseggono uno smartphone con specifiche tecniche insufficienti per supportare la versione tradizionale dell'app. La versione Lite è stata dismessa nel settembre 2023.
A dicembre 2023 Meta ha annunciato che avrebbe iniziato ad abilitare la crittografia end-to-end sulle chat e chiamate individuali per aumentarne la sicurezza e la privacy. A questo scopo viene utilizzato il protocollo Signal, lo stesso già utilizzato da WhatsApp e Signal e il Labyrinth Protocol.